# MTV Music (Egyesült Királyság és Írország)
Az MTV Music egy brit televíziós csatorna, amelyet a Paramount Networks UK & Australia üzemeltet. A csatorna először az Egyesült Királyságban és Írországban indult, majd Ausztráliában, Új-Zélandon, Olaszországban, Hollandiában és Lengyelországban is elindult. A többi MTV Music csatornától eltérően ez a csatorna feliratot kínál egyes műsorokhoz.

## Története
A Viacom International Media Network 2011 januárjában bejelentette egy non-stop zenei csatorna bevezetését. Mivel az MTV, mint főcsatorna eltért eredeti céljától, és a más zenei csatornák és online szolgáltatások által támasztott verseny növekedett, az MTV az MTV Music nevű zenei csatorna elindításával reagált erre a problémára. A csatorna 2011. február 1-jén indult el az Egyesült Királyságban és Írországban. A csatorna az MTV Shows nevű csatornát váltotta.
2011. február 1-jén a Sky UK és a Sky Ireland kínálatában az MTV és az MTV Shows helyet cserélt az EPG-ben: az MTV a szórakoztató csatornák közé került, az MTV Shows pedig a zenei csatornák közé, és átnevezték MTV Music-ra. Az MTV Shows műsora átkerült az MTV-re, míg az MTV Music a zenét sugárzott, hasonlóan az MTV Base, MTV Classic, MTV Dance, MTV Hits, MTV Rocks és MTV Live csatornákhoz.
Az MTV Music 2012. március 28-án kezdte meg szélesvásznú sugárzását az Egyesült Királyságban és Írországban. 2016. február 15-én az MTV Music +1 elindult az Egyesült Királyságban a Sky 358-as programhelyén, felváltva az MTV Live HD normál felbontású változatát. Az MTV OMG, az MTV Rocks és a Club MTV 2020. július 20-i megszűnését követően az MTV Music az MTV Rocks műsorán alapuló heti chartot sugároz vasárnaponként. A változás részeként megszűnt a timeshift csatorna is, az MTV és a Comedy Central Extra timeshiftjeivel együtt.
2022. szeptember 8-án 22:00-kor (brit idő szerint) az MTV Music (valamint az MTV Hits, MTV 80s, MTV 90s az Egyesült Királyságban/Írországban és az MTV Live Európában, a Közel Keleten, Latin-Amerikában és Ázsiában) II. Erzsébet királynő halála miatt ideiglenesen felfüggesztette a menetrend szerinti műsorát. Az MTV zenei csatornáin a menetrend szerinti műsorok felfüggesztése következtében az Egyesült Királyságban két zenei videós műsort hoztak létre a hiány pótlására, az egyik a „Programming Pause” (amelyet 2022. szeptember 8. 22:55-től 2022. szeptember 10. 06:00 óráig (brit idő szerint) sugároztak), a másik pedig a „Nothing but Music” (amelyet 2022. szeptember 10. 06:00-tól 2022. szeptember 13. 06:00 óráig (brit idő szerint) sugároztak). Mindkét műsorban laza és komor zenei videókat játszottak. Az Egyesült Királyságban/Írországban az MTV összes zenei csatornájának rendes műsora 2022. szeptember 13-án 06:00-kor (brit idő szerint) folytatódott, míg az MTV Live 4 órával korábban, 02:00-kor folytatta rendes műsorát.
2022. szeptember 19-én az Egyesült Királyságban/Írországban az MTV összes zenei csatornája ideiglenesen felfüggesztette menetrend szerinti műsorát (beleértve a teleshop-ot is), és aznap a „Nothing but Music” (más néven „Nothing but Hits” az MTV Hits-en, „Nothing but 80s” az MTV 80s-en és „Nothing but 90s” az MTV 90s-en) című zenei műsorral helyettesítették, II. Erzsébet királynő temetése miatt.
2024. július 6-án az MTV Music és testvércsatornája, az MTV Hits leállította a „The Official UK Top 20/40” és a „The Official Chart Update” sugárzását, és helyette az „This Week's MTV Top 20”-t sugározza.
2024. október 17-én, Liam Payne halála után az MTV Music, valamint az MTV Live és az MTV Hits (Az egyesült királysági és az európai változat) október 18-án, pénteken hajnali 4 óráig (brit idő szerint) (Az MTV Live reggel 8 óráig, az MTV Hits pedig délután 16 óráig) ideiglenesen felfüggesztette szokásos műsorát, hogy az énekes öröksége előtt tisztelegve lejátsszák a Liam Payne: A Tribute című zenei műsort, amely az összes klipjét lejátszotta.

## Műsorok

### Jelenlegi műsorok
- 10 Unstoppable Boys Of 2025!
- 50 Rock Vs Indie Anthems!
- 2024 VMA Nominees!
- Artist x Artist
- Artist: Official Top 10
- Artist: Official Top 20
- Artist: On Repeat
- Behind the Music
- Best Live Acts On The Planet With Jack Saunders!
- Best Of 2025... So Far!
- Fresh Out
- Fresh Out Live
- Glasto 2025 Headliners!
- Gonzo With Jack Saunders
- Gonzo: The Playlist
- Guess The Year
- Homegrown Rap & R&B!
- Hottest Debut Number One Hits! Top 20
- I Had Some Help: Best Collabs Of The 2020s!
- I Want My MTV
- Miley Cyrus: Pride Icon!
- Most Streamed Songs Of The 10s: Official Top 20
- MTV Push Presents
- MTV Unplugged
- MTV World Stage
- MTV's 20 Hits From The Girls
- MTV's 50 Chill Vibes
- MTV's 50 Covers & Samples
- MTV's Family Legacy
- MTV's Top 50 Festival Headliners
- New & Now!
- No.1s On This Day: 2000-2024
- RuPaul's Lip-Sync Extravaganza
- Rock.Alt.Indie
- Should've Been 2020s No.1s!
- The Kooks': 21st Century Indie Anthems!
- Today's MTV Top 10
- Today's MTV Top 20
- Today's UK Big 20
- Top 50 Clash Of The Rock Decades: 00s vs 10s!
- Turning 10 In 2025! Top 20
- Ultimate 20 Pride Anthems
- Ultimate 50 Pride Anthems
- Weekly Mix!
- Yes, and? 50 Pride-Defining Gems Of The 2020s!

forrás: 

### Korábbi műsorok
- The Official Chart Update Top 10
- The Official UK Streaming Chart
- The Official UK Top 20
- The Official UK Top 40
- Club MTV's Big 20
- Ultimate 50 00s Number 1s
- MTV's 50 Dance Essentials
- MTV's 50 Greatest 10s Summer Hits!
- Hot Girl Summer! Top 20
- Hottest Debut Number One Hits! Top 20
- Hottest Rap & R&B
- Geddy Lee Asks: Are Bass Players Human Too?
- Boys Of The Summer!
- Brit Hits Of The 10s: Official Top 50
- Cool For The Summer! Top 50 Hits
- Country Pop Anthems!
- Dance Anthems Of The 20s!
- Dance Hits Of The 20s!
- Dance Hits Of The 20s! Top 50
- Official Top 20 Of The 20s So Far!
- Pop vs Dance: Hot Hits!
- Rock Anthems Takeover
- Summer Pop Anthems!
- Ibiza Summer Anthems!
- Massive Indie Anthems
- Most Streamed Songs Of The 10s: Official Top 50
- 50 All American Anthems!
- 50 Massive Rock Anthems

### Élő események
- MTV Europe Music Awards
- MTV Video Music Awards

## Más adásváltozatok

### Páneurópai
A csatorna páneurópai változata. A csatorna non-stop zenei videókból állt a nap 24 órájában. A csatorna 2021 júniusában megszűnt. A csatornát a Cseh Köztársaságban az RRTV műsorszórási szabályozó hatóságnál jegyezték be. A csatorna elérhető volt Ausztriában, Horvátországban, Dániában, Finnországban, Németországban, Magyarországon, Izraelben, Lettországban, Litvániában, Luxemburgban, Máltán, Hollandiában, Norvégiában, Lengyelországban, Portugáliában, Szlovéniában, Spanyolországban, Svédországban, Svájcban és Dél-Afrikában. Korábban az MTV Music UK egész Európában elérhető volt.

### Írország
Az MTV Music Ireland 2013. október 31-én indult. Ez egyidejűleg az Egyesült Királyságban sugárzott változat adása volt, ír reklámokkal. Az MTV Music Ireland 2019. május 31-én megszűnt, és a csatorna helyébe az Egyesült Királyságban sugárzott változat lépett.

### Olaszország
Az MTV Music csatorna 2011. március 1-jén indult Olaszországban, az MTV Plus helyett.

### Ausztrália és Új-Zéland
2013. december 3-án a VIMN elindította a csatornát Ausztráliában az MTV Hits helyett. 2015. december 1-jén az MTV Music elindult Új-Zélandon a Sky Television kínálatában, felváltva az MTV Hits-et és az MTV Classic-ot. A csatorna 2020. július 1-jén megszűnt, helyébe az MTV Hits Australia & New Zealand lépett.

### Lengyelország
Az MTV Music 2017. október 17-én indult el Lengyelországban, 17 év után a VIVA Polska helyett. Az MTV Music 2020. március 3-án szűnt meg Lengyelországban, és helyébe az MTV Music 24 lépett.

## Logók

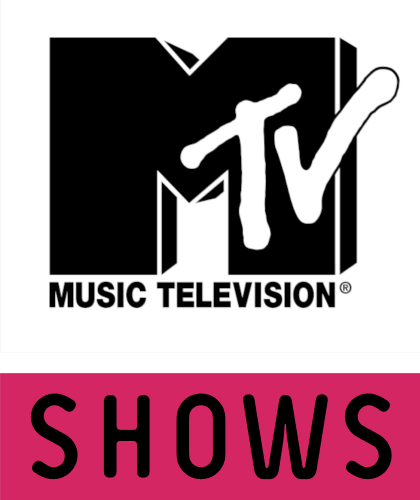
Az MTV Shows első és egyben utolsó logója. 2010. március 1-től - 2011. február 1-ig használták.
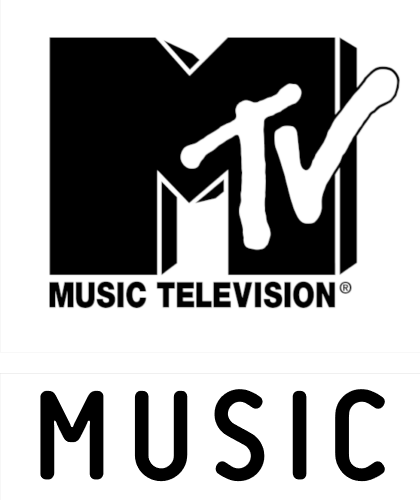
2011. február 1-től - 2011. július 1-ig használt logó.
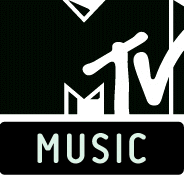
2011. július 1-től - 2013. október 1-ig használt logó.
2013. október 1-től - 2017. április 4-ig használt logó.
2017. április 5-től - 2021. szeptember 14-ig használt logó.
2021. szeptember 14-től – mostanáig[15]

## Külső hivatkozások
- TV műsor
- MTV Music Playlist
- MTV Music UK & Ireland - presentation, screenshots

## Fordítás
Ez a szócikk részben vagy egészben  a   MTV Music (British and Irish TV channel) című angol Wikipédia-szócikk ezen változatának fordításán alapul.  Az eredeti cikk szerkesztőit annak laptörténete sorolja fel. Ez a jelzés csupán a megfogalmazás eredetét és a szerzői jogokat jelzi, nem szolgál a cikkben szereplő információk forrásmegjelöléseként.